# Strażym
Strażym – jezioro w woj. kujawsko-pomorskim, w powiecie brodnickim, w gminie Zbiczno, leżące na terenie Pojezierza Brodnickiego.
Jest to polodowcowe, przepływowe (rzeka Skarlanka) jezioro rynnowe, otoczone w przeważającej części lasami iglastymi, leżące pomiędzy jeziorami Zbiczno, a Bachotkiem. Akwen stanowi miejsce atrakcyjne dla turystyki oraz wędkowania, o czym świadczą liczne ośrodki wypoczynkowo-rekreacyjne (patrz Gaj-Grzmięca).
Na półwyspie wcinającym się w jezioro od południa, znajduje się wczesnośredniowieczne grodzisko pochodzące z XI-XII w.,

## Dane morfometryczne
Powierzchnia zwierciadła wody według różnych źródeł wynosi od 73,4 ha do 75,0 ha.
Zwierciadło wody położone jest na wysokości 71,3 m n.p.m. lub 71,0 m n.p.m. Średnia głębokość jeziora wynosi 3,5 m, natomiast głębokość maksymalna 9,0 m.
Objętość wód w jeziorze według różnych źródeł wynosi od 2565,5 tys. m³ do 2566,0 tys. m³.
W oparciu o badania przeprowadzone w 2005 roku wody jeziora zaliczono do II klasy czystości i poza kategorią podatności na degradację.
W roku 1996 wody jeziora również zaliczono do wód pozaklasowych.